# ベンガルールFC
ベンガルール・フットボールクラブ（英: Bengaluru Football Club）は、インドのカルナータカ州ベンガルールをホームタウンとするサッカークラブ。2013年創設。オーナーはJSWグループ。

## 歴史
2013-14シーズンのIリーグで初優勝を果たした。主将を務めたスニル・チェトリがリーグ得点王、全インドサッカー連盟による最優秀選手賞、最優秀フォワード賞を受賞する活躍を見せた。
AFCチャンピオンズリーグ2015はプレーオフで敗退。AFCカップ2015はグループEを2位の成績で決勝トーナメントへ進出したが、ラウンド16で敗退した。

## タイトル
- Iリーグ 優勝 (3) : 2013-14, 2015-16, 2018–19
- フェデレーションカップ 優勝 (3) : 2014-15, 2016–17, 2017–18

## 歴代監督
- アシュリー・ウエストウッド（英語版） 2013-2016
- アルベルト・ロカ 2016-2018

## 歴代所属選手
- スニル・チェトリ 2013-2015, 2016-
- 金成勇 2015-2016
- ミクー 2017-2019